# 中華民國國家考試
中華民國（臺灣）國家考試在臺灣可遠溯自清治時期的科舉，而近現代的臺灣國家考試則可推自日治時期的國家律師考試、國家司法官考試、漢方醫師考試及（西醫）醫師國家考試等等。
現在國家考試由中華民國考試院考選部專責辦理，範圍涵蓋臺澎金馬公務員選任及證照的資格審查。
國家考試項目眾多，大約可分為高普考、初等考試、升官等升資考試、特種考試、專技考試（含證照考試）等數大類。不管哪類型的國家考試，其舉辦時間週期與時間，除少部分（如高普考、地方政府特考）於每年固定日期舉辦外，其餘均不定期。
另外，國營事業機構或其他公務學校機關遴用人員之考試及其他資格檢定考試也通常被視為國家考試。舉凡依據公務人員考試法規、特種考試法規、升等／升資考試法規、專門職業及技術人員考試法規舉辦考試者，均稱為國家考試。

## 高普初考（初任）
- 公務人員高等考試
- 公務人員普通考試
- 公務人員初等考試

## 升官等升資考試
- 公務人員升官等考試
- 警察人員升官等考試
- 關務人員升官等考試
- 交通事業人員升資考試

## 專門職業及技術人員考試（專技考試）
也稱專技高考、技師高考、技師考試，其相比是勞動部全國技術士技能檢定的一種更高級證書，考取後有「師」字級頭銜比技術士的「士」身分高階，許多行業要創業或辦廠有硬性規定必須公司內有相當人數的技師資格者。尤其是醫藥、法律、建築、會計四項職業的相關從業，在中華民國臺澎金馬地區執業此高考資歷是必備執照。